# Kadrilj (kortspel)
Kadrilj, eller med fransk stavning quadrille, är ett kortspel som är en vidareutveckling av l'hombre och som anpassats till att spelas av fyra deltagare i stället för tre. Spelet, som uppkom i Frankrike, betraktades som ett av de förnämsta kortspelen i 1700-talets Europa.
En kortlek med 40 kort (utan åttor, nior och tior) används, precis som i l’hombre, och samma egenartade rangordning mellan korten gäller; till exempel är de numrerade korten i ruter och hjärter omvänt värderade. Spaderesset och klöveresset är ständiga trumfkort.
Spelarna får i given tio kort var. Genom budgivning utses en spelförare, som ensam eller tillsammans med en tillfällig partner ska försöka vinna minst sex av de tio stick som ingår i spelet. För motspelarna gäller det att förhindra detta. Buden är av olika svårighetsgrad och olika mycket värda.